# Острови Пальм

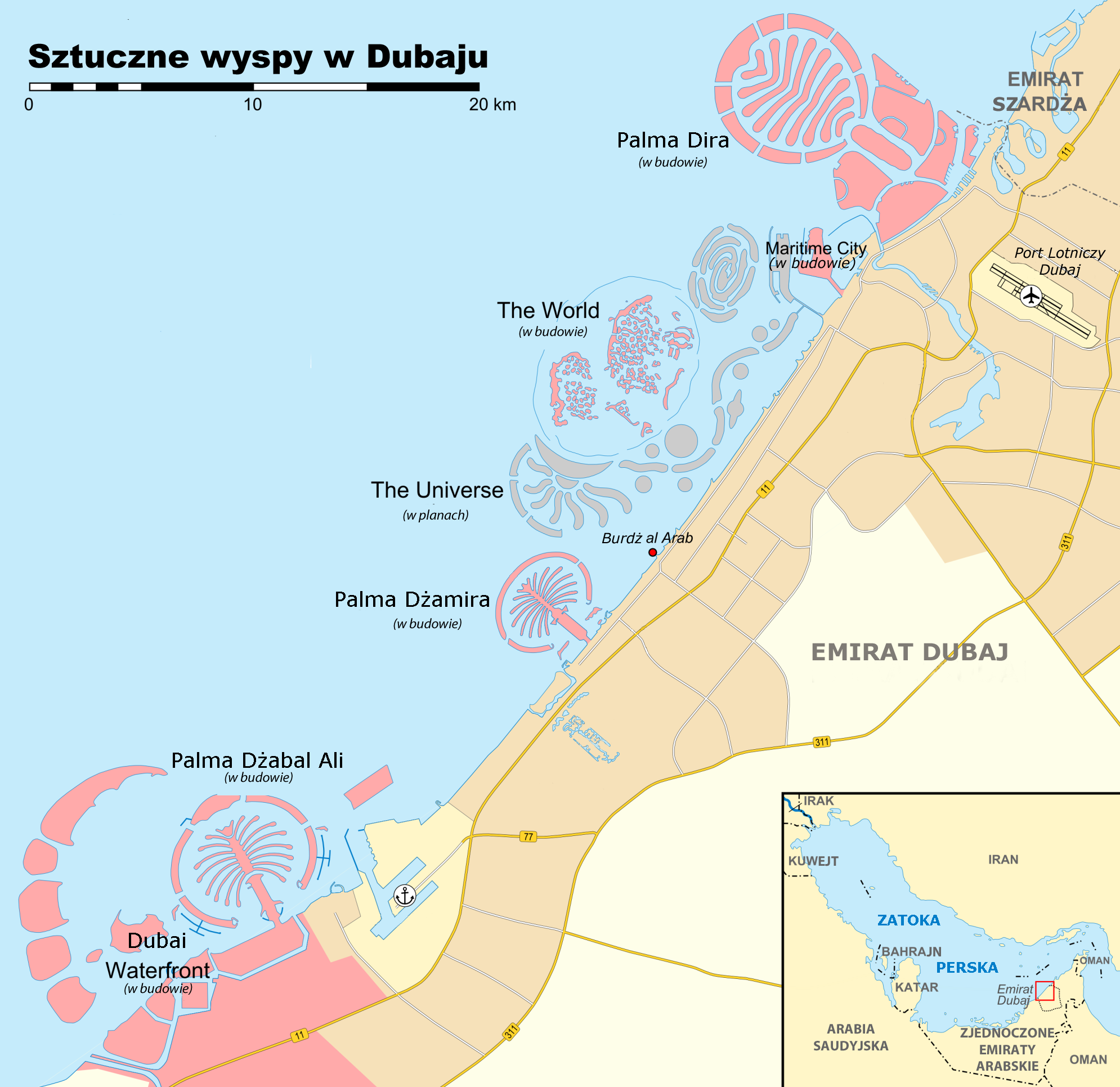
Всі Пальмові острови і архіпелаги «Світ» та «Всесвіт» на карті

Острови Пальм — архіпелаг штучних островів. Знаходиться в Об'єднаних Арабських Еміратах, в еміраті Дубай. До складу архіпелагу входять три великих острови, що мають кожен форму пальми:
- Пальма Джумейра,
- Пальма Джебель Алі,
- Пальма Дейра.

Між островами розташовані також штучні архіпелаги «Мир» та «Всесвіт» з дрібних островів.

## Пальма Джумейра

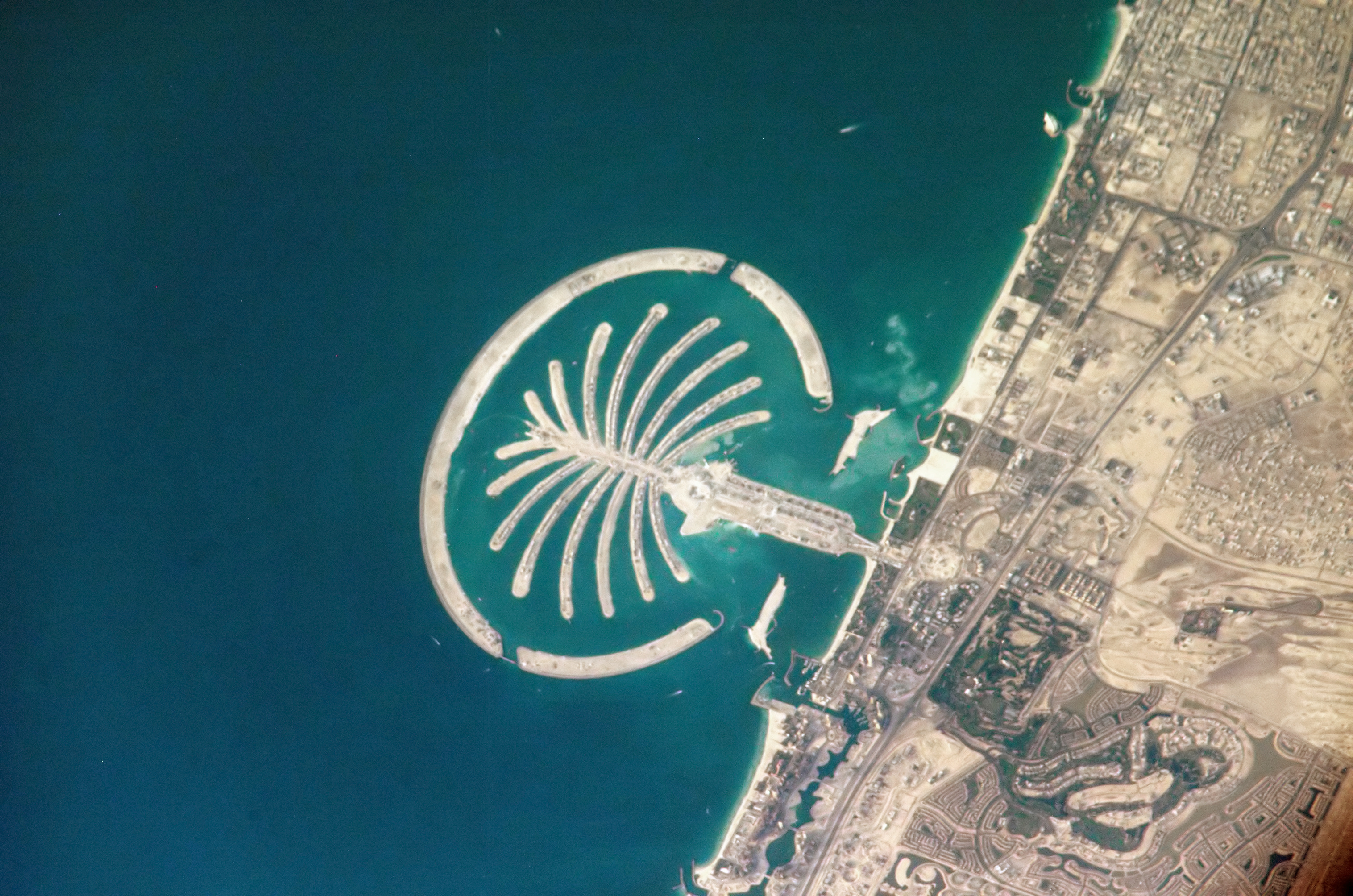
Пальма Джумейра

Будівництво острова розпочато в червні 2001 р. В кінці 2006 р. острів був поступово відданий під забудову.

## Пальма Джебель Алі

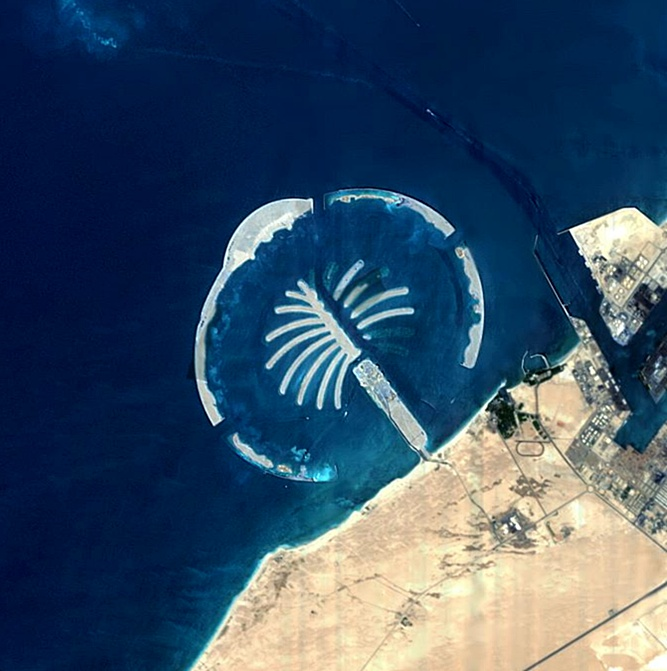
Пальма Джебель Алі

Будівництво розпочато у жовтні 2002 р., острів зданий під забудову в кінці 2007 р.

## Пальма Дейра

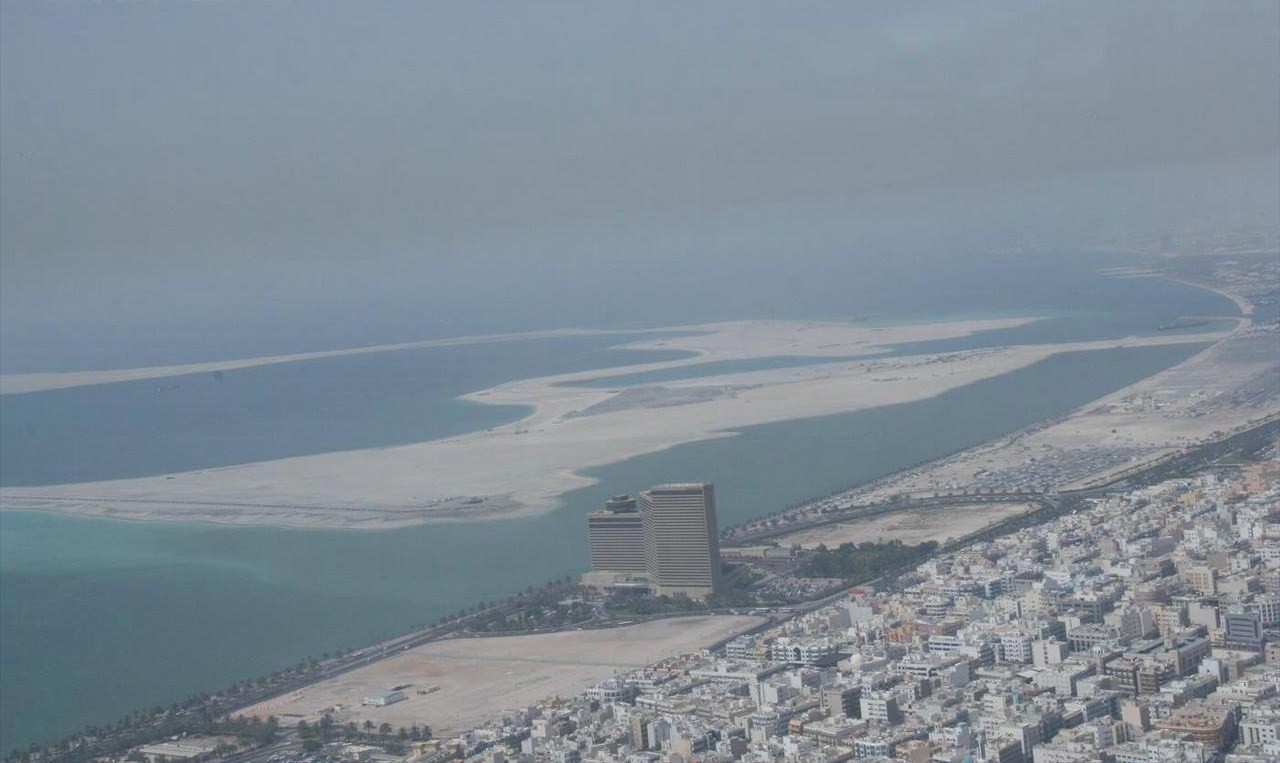
Пальма Дейра

Найбільший з трійки. Будівництво розпочато у листопаді 2004 р.

## Дубайська монорейка
Основна стаття: Дубайська монорейка
Дубайська монорейка — лінія монорейки на острові Пальма Джумейра в Дубаї (ОАЕ). Монорейка з'єднує острів з материком.

## Фототека

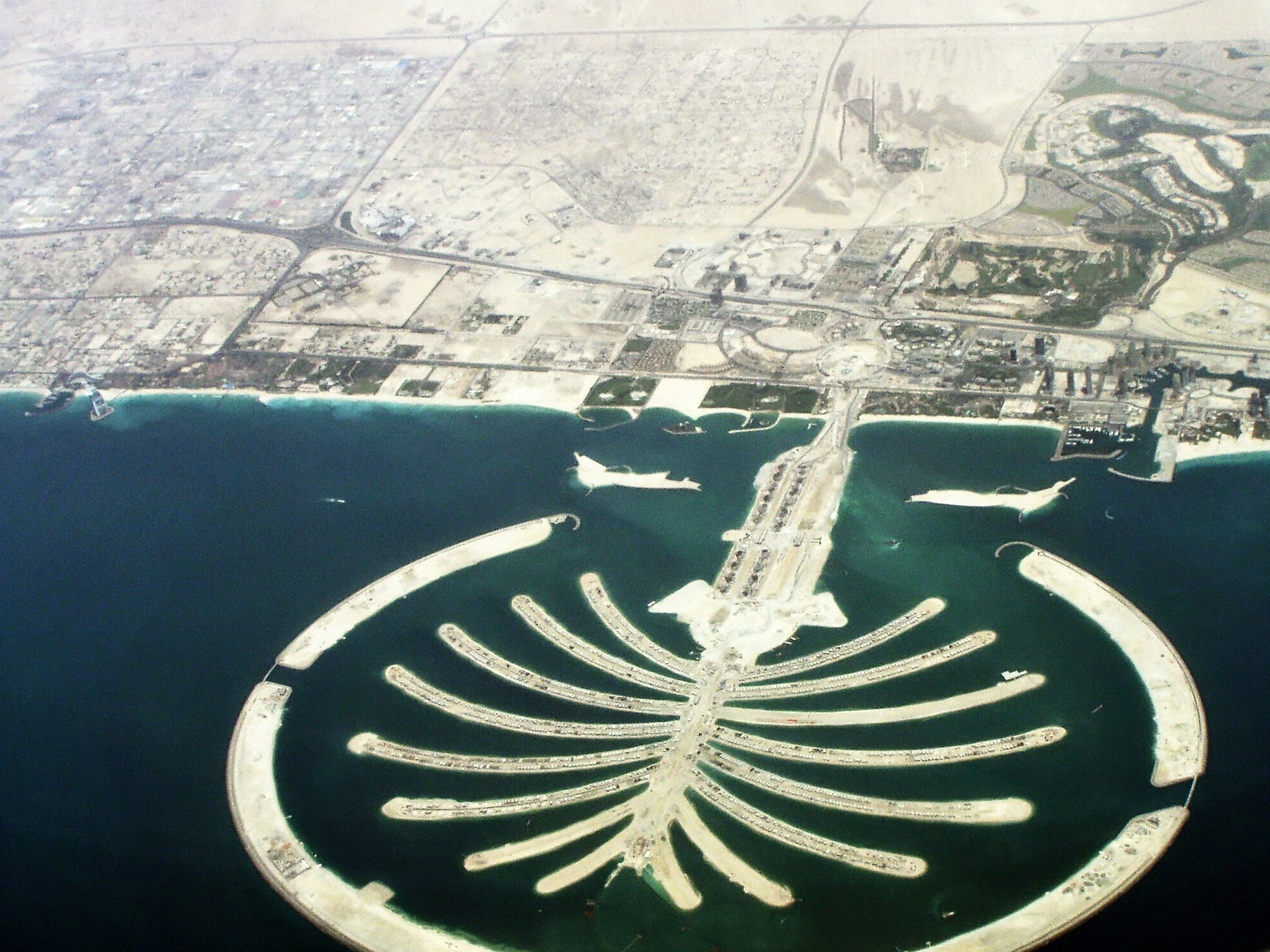
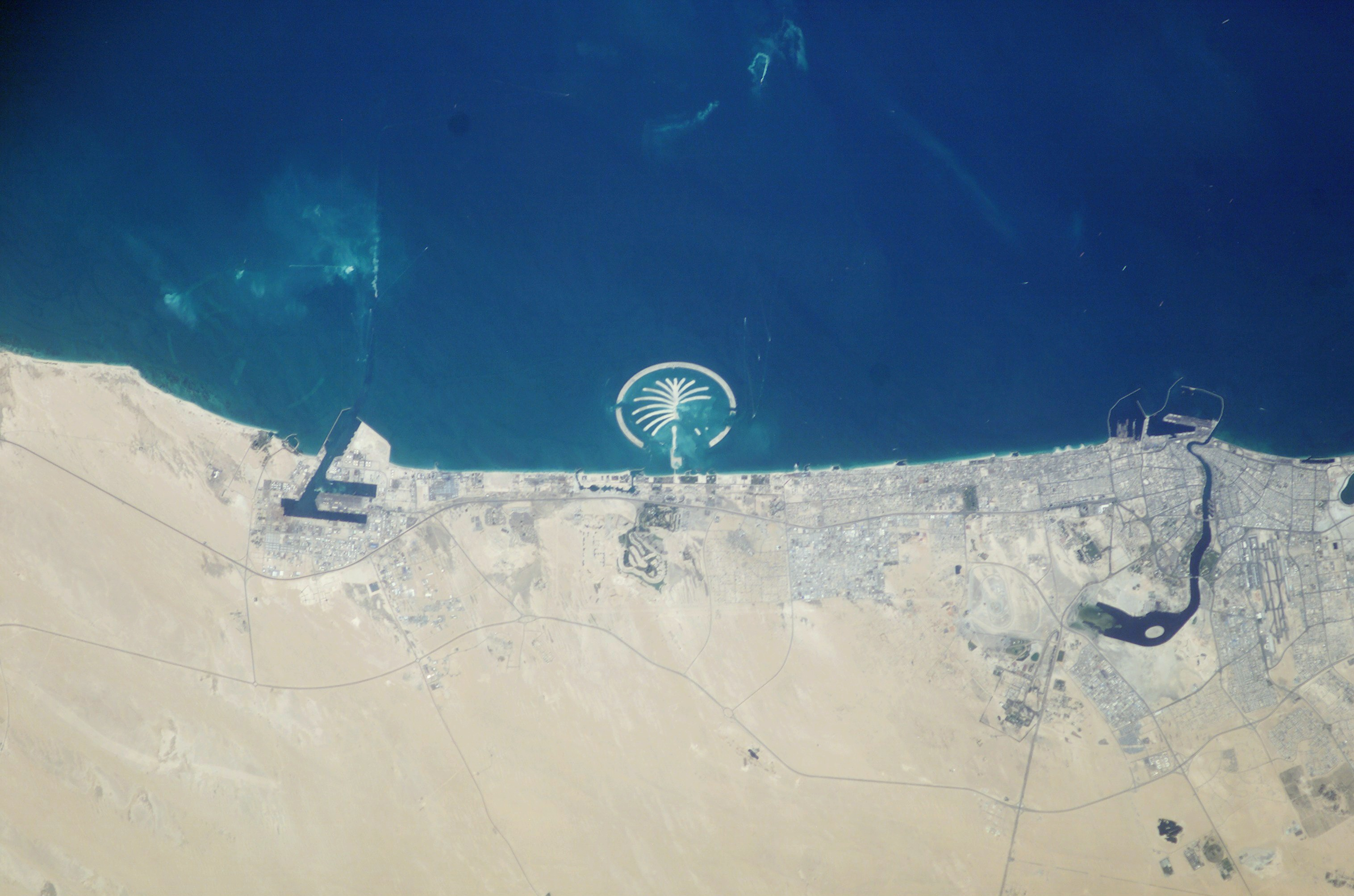
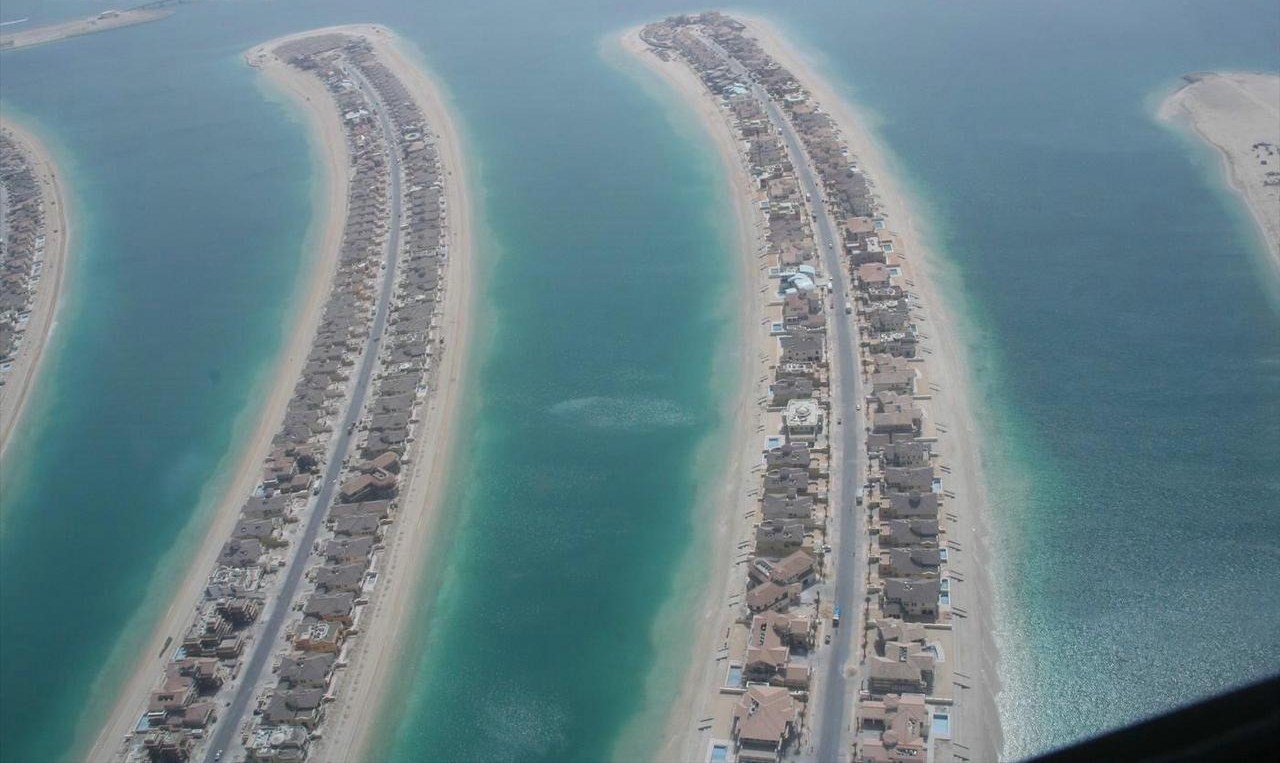
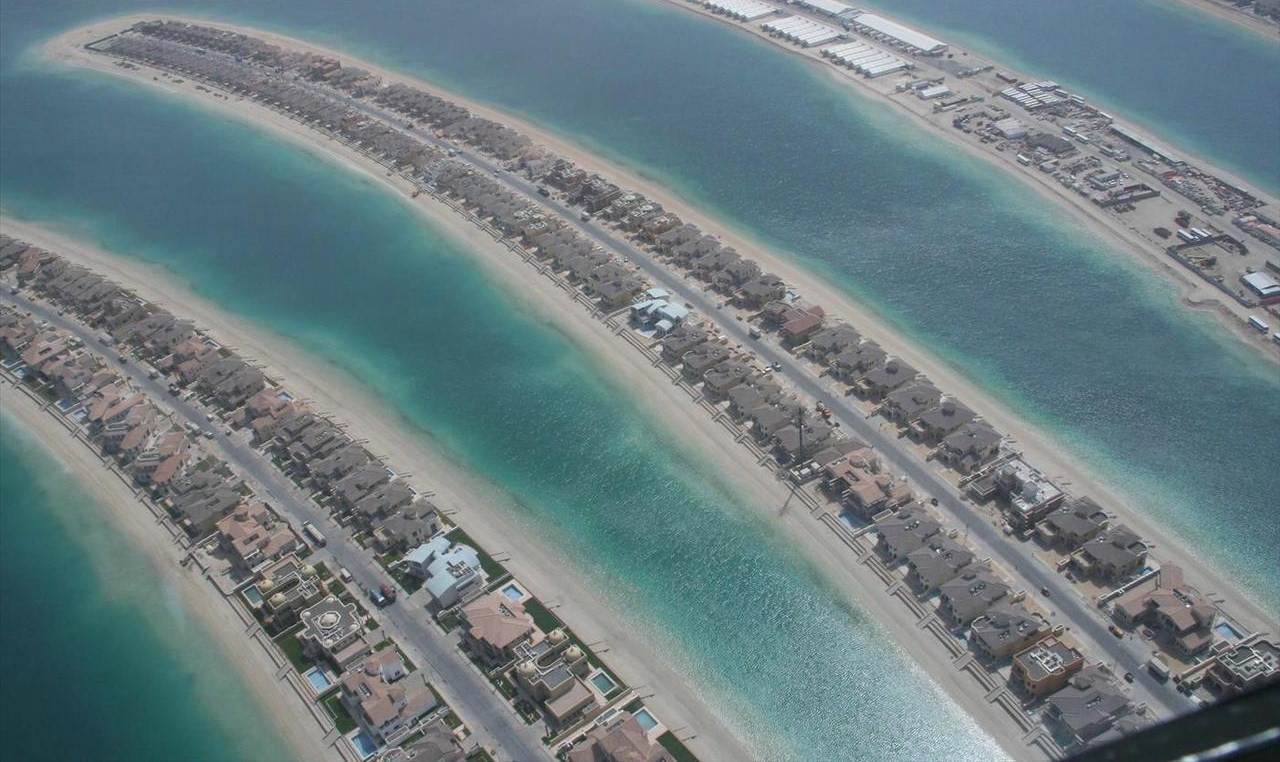
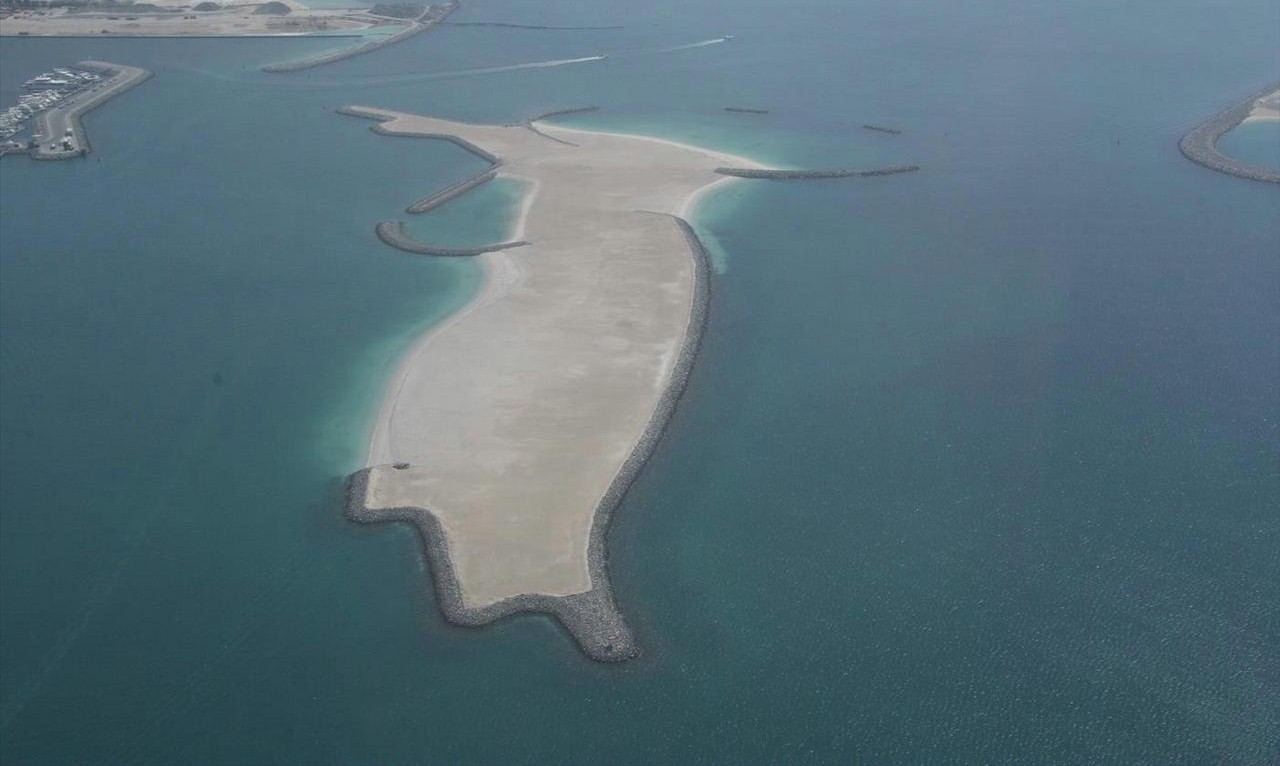
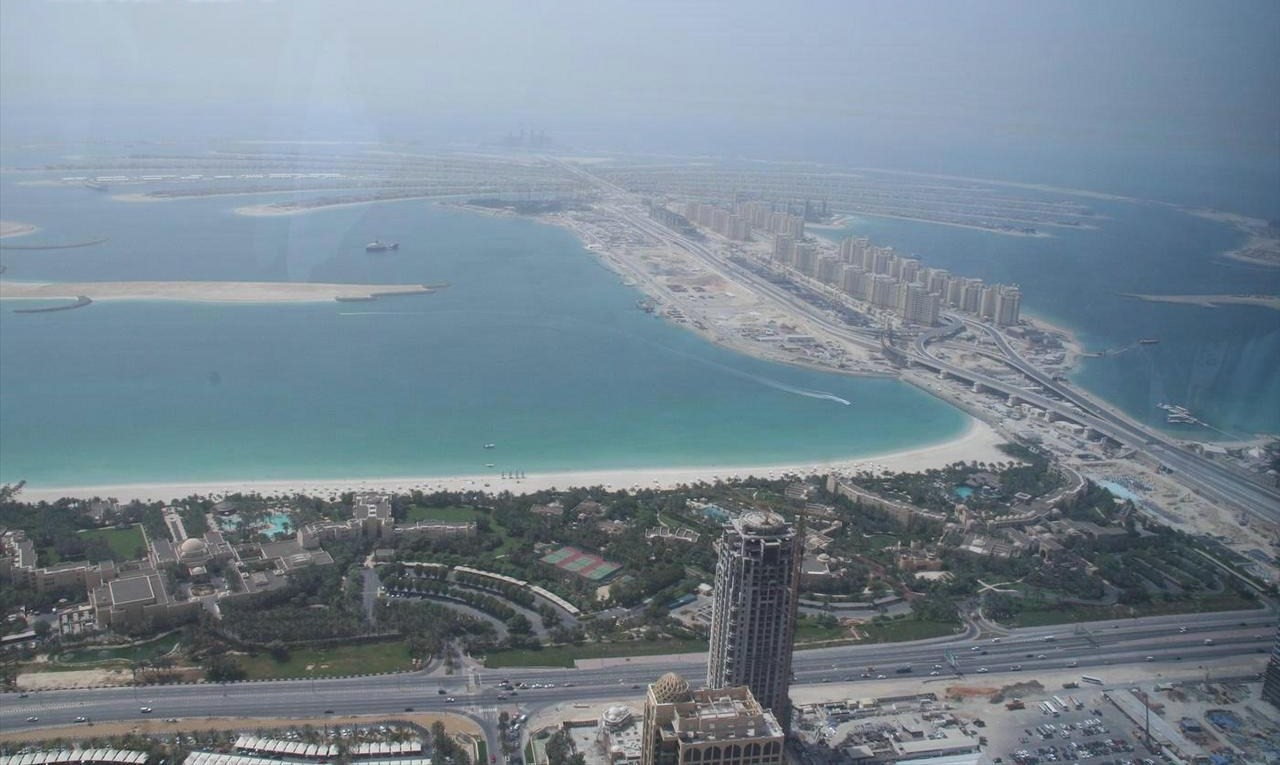
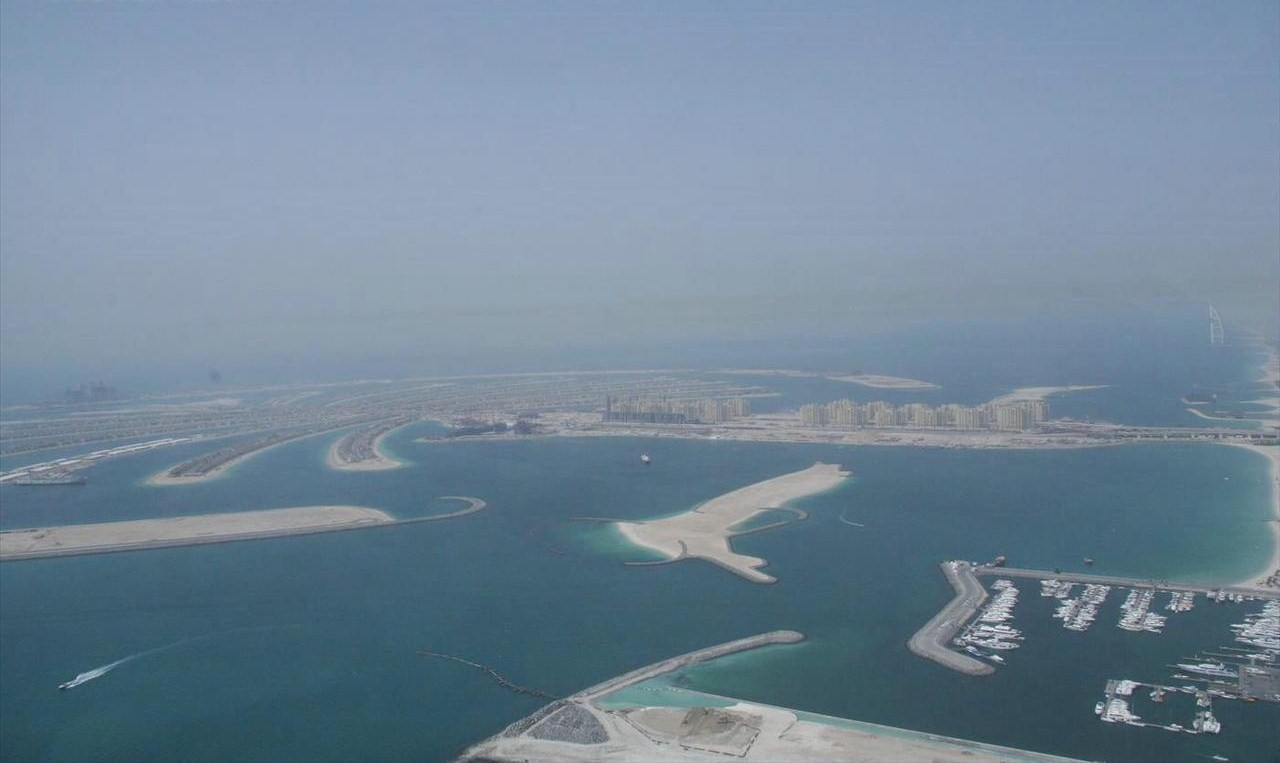
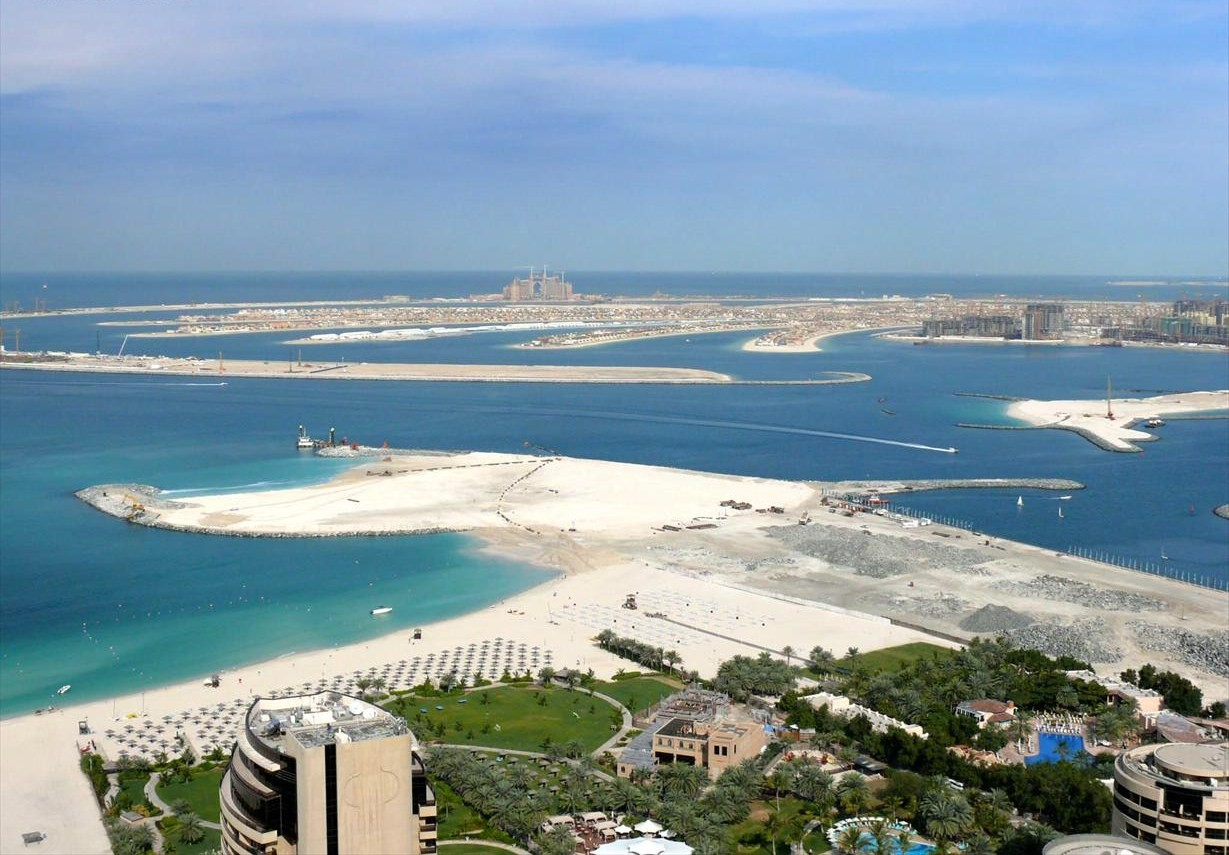
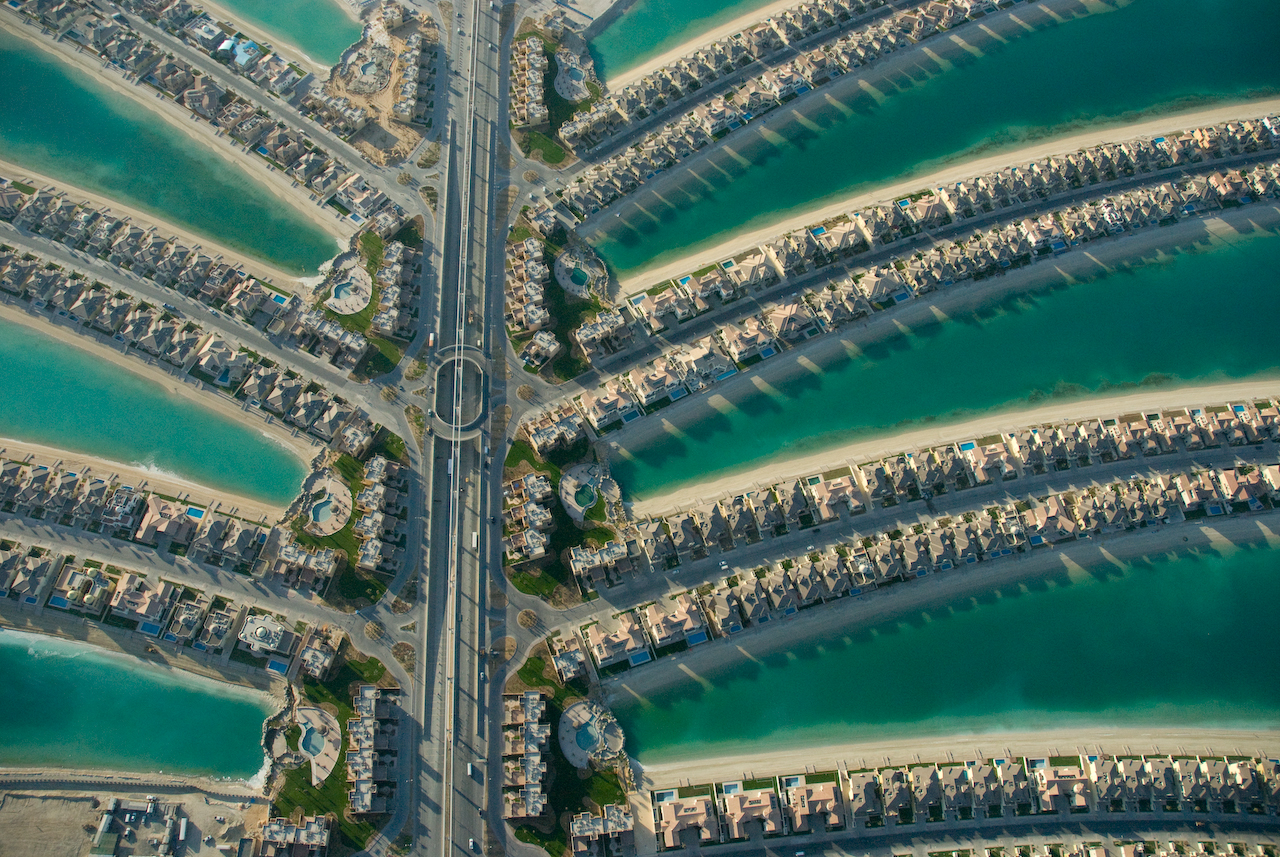
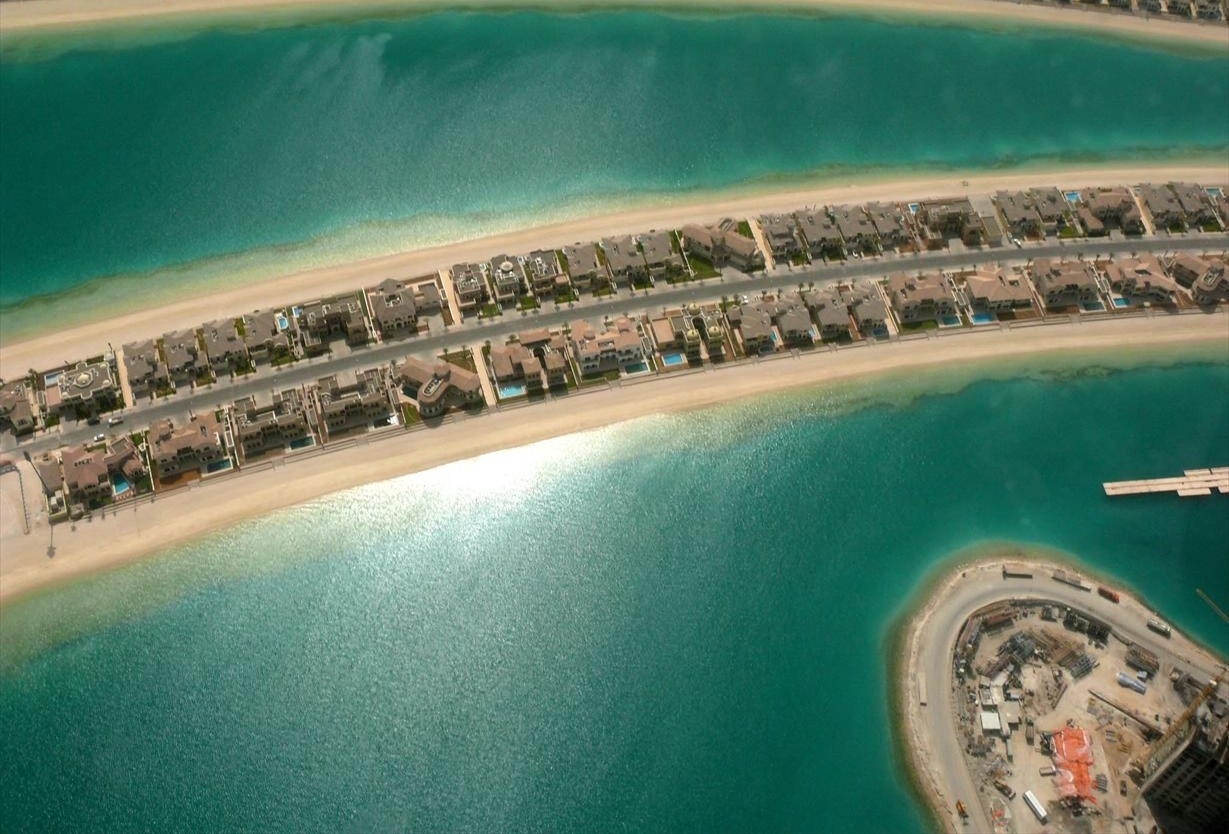

## Ресурси Інтернету
- Історія створення штучного острова
- Фото островів з космосу
- Інтерактивна панорама Пальми Джумейра з вертольота
- Технологія створення штучних островів в Дубаї